# ورنر هایزنبرگ
وِرنِر کارل هایزِنبرگ (به آلمانی: Werner Karl Heisenberg) (۵ دسامبر ۱۹۰۱ – ۱ فوریه ۱۹۷۶) فیزیک‌دان آلمانی، برندهٔ نوبل فیزیک، و از پیشگامان فیزیک کوانتومی بود. او از اثرگذارترین دانشمندان در فیزیک نوین به‌شمار می‌رود.

## زندگی
ورنر هایزنبرگ در سال ۱۹۰۱ در وورتسبورگ در خانواده‌ای دانشمند زاده شد. او در رشته فیزیک و زیر نظر آرنولد زومرفلد تحصیل کرد. در سال ۱۹۲۴ دستیار ماکس برن در گوتینگن بود و سپس در کپنهاگ با نیلز بور همکاری کرد.
او مسیحی بود و در سال ۱۹۳۷ ازدواج کرد. وی و همسرش هفت فرزند داشتند. هایزنبرگ در سال ۱۹۷۶ در ۷۴ سالگی در مونیخ درگذشت.

## آثار
مهم‌ترین کشف هایزنبرگ نامعادلهٔ مشهور عدم قطعیت در مکانیک کوانتومی است. بر پایۀ این نامعادله، قطعیت اندازه‌گیری تکانه و مکان، رابطهٔ معکوس دارند. اصل عدم قطعیت هایزنبرگ، از نظر ریاضی، این‌گونه نوشته می‌شود:
{\displaystyle \Delta x\cdot \Delta p\geq {\frac {h}{4\pi }}={\frac {\hbar }{2}}}
کارهای باارزش دیگر هایزنبرگ در فیزیک ذره‌ای و هسته‌ای است.

## سال‌های جنگ جهانی دوم

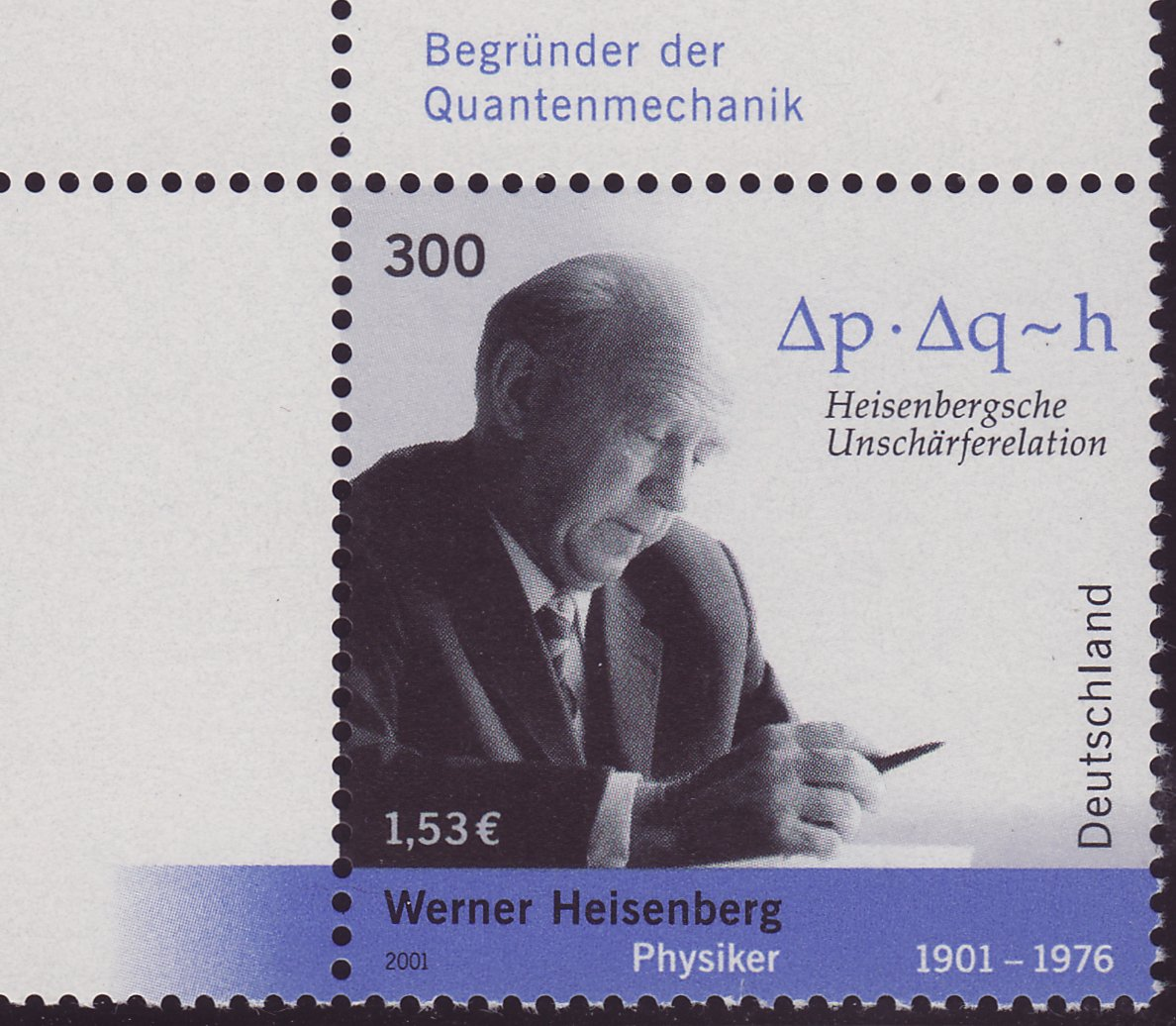
تمبر یادبود هایزنبرگ در سال ۲۰۰۱

هایزنبرگ در جنگ جهانی دوم در آلمان ماند و محافظه‌کاری در پیش گرفت؛ با اینکه در پروژه ساخت بمب اتم هیتلر شرکت داشت، عضو حزب ناسیونال سوسیالیست‌های آلمان نشد. وی حتی به‌سبب نظراتش در فیزیک نظری («فیزیک آریایی») از سوی یوهان اشتارک، «یهودی سفید» نامیده‌ شد. البته هایزنبرگ از این اتهام، به‌دلایل خانوادگی از سوی هاینریش هیملر، فرمانده اس‌اس، تبرئه شد و به کارهای علمی‌اش در آلمان در دوره نازیسم ادامه داد. بااین‌حال، دستگاه آلمان نازی از روی بی‌اعتمادی به او، کرسی معتبر آرنولد زومرفلد را، برخلاف توصیه خود زومرفلد، به او نداد. او که در ساخت راکتور و بمب هسته‌ای با نازی‌ها همکاری می‌کرد، سوم می ۱۹۴۵، سه روز پیش‌از تسلیم‌شدن آلمان، از سوی نیروهای آمریکایی بازداشت و برای بازجویی به انگلستان فرستاده شد و در کنار ۹ دانشمند دیگر، از سوی MI6 بازجویی شد و پس از ۸ ماه به آلمان نزد خانواده‌اش بازگشت. 

## در هنر
هایزنبرگ مانند ماکس پلانک، نوازنده چیره‌دست پیانو بود، و در کنسرت‌هایی نیز شرکت داشت.

## نوشته‌ها
«جزء و کل» یکی از نوشته‌های هایزنبرگ است. این کتاب، خاطرات هایزنبرگ را دربردارد، و برای مثال دربردارندهٔ چگونگی پیوستنش به دانشکدهٔ فیزیک دانشگاه مونیخ، آشنایی‌اش با نیلز بور، رفتار هایزنبرگ در زمان رایش سوم، بحث‌های علمی و فلسفی با افراد، و بسیاری از گوشه‌های زندگی این دانشمند بزرگ است.
این کتاب به فارسی ترجمه شده و مرکز نشر دانشگاهی آن را منتشر کرده‌است.

## یادمان‌ها
امروزه موزه‌ای از آثار او در آلمان برپاست.
شبکه بی‌بی‌سی-۴، ۲۰۰۲، دربارهٔ آخرین دیدار مشهور هایزنبرگ با نیلز بور، یک فیلم تئاتری بنام کپنهاگ، پخش کرد. دنیل کریگ (بازیگر نقش جیمز باند) در آن به نقش هایزنبرگ ظاهر شد.
فیلم سینمایی اوپنهایمر ساختهٔ کریستوفر نولان و با بازی کیلین مورفی در نقش اوپنهایمر، امیلی بلانت در نقش همسر اپنهایمر، رابرت داونی جونیور در نقش لوئیس استراوس و مت دیمون در نقش لسلی گرووزدر سال ۲۰۲۳ اکران شد که در آن به نقش این دانشمند اشاراتی شده است.